# Massimo e minimo di una funzione

In questo grafico sono evidenti un massimo e due minimi relativi, di cui uno è anche minimo assoluto.

In matematica,  con massimo e minimo di una funzione (noti collettivamente come estremi) sì intendono rispettivamente il valore massimo e il valore minimo che la funzione assume nel suo dominio. I punti cui corrispondono questi valori sono detti rispettivamente punto di massimo e punto di minimo e collettivamente sono punti estremanti.

## Definizione
Si dice che una funzione a valori reali {\displaystyle f\colon D\to \mathbb {R} } ha in un punto {\displaystyle x_{0}} del proprio dominio {\displaystyle D} un massimo globale (o assoluto) se in {\displaystyle x_{0}} assume un valore maggiore o uguale a quello che assume negli altri punti di {\displaystyle D}, ossia:
{\displaystyle f(x_{0})\geq f(x),\qquad \forall x\in D.}
Viceversa {\displaystyle f} ha un minimo globale (o assoluto) in un punto {\displaystyle x_{0}} di {\displaystyle D} se
{\displaystyle f(x_{0})\leq f(x),\qquad \forall x\in D.}
Si dice che una funzione {\displaystyle f} ha in {\displaystyle x_{0}} un massimo locale (o relativo) se {\displaystyle x_{0}} appartiene al dominio {\displaystyle D} di {\displaystyle f}, è di accumulazione per {\displaystyle D}, e inoltre {\displaystyle f(x_{0})\geq f(x)} in un intorno di {\displaystyle x_{0}}.
La funzione {\displaystyle f} ha invece un minimo locale (o relativo) in {\displaystyle x_{0}} se {\displaystyle x_{0}} appartiene al dominio {\displaystyle D} di {\displaystyle f}, è di accumulazione per {\displaystyle D}, e inoltre {\displaystyle f(x_{0})\leq f(x)} in un intorno di {\displaystyle x_{0}}.

## Funzioni reali derivabili in una variabile reale

### Derivata prima
Nel caso di una funzione derivabile di una variabile reale la condizione necessaria, ma non sufficiente, affinché un punto possa, eventualmente, essere di massimo o di minimo locale è data dal teorema di Fermat, in base al quale la derivata prima di una funzione deve annullarsi se calcolata in corrispondenza di un punto di massimo o minimo locale:
{\displaystyle f'(x_{0})=0.}
Tale condizione permette di trovare un certo numero di punti {\displaystyle (x_{0},x_{1},\ldots )} che si chiamano punti critici o stazionari. Naturalmente questa condizione vale per tutti i punti interni al dominio di derivabilità, cioè nei punti interni di questo insieme, mentre negli estremi dell'insieme non è detto che la derivata esista e proprio per questo motivo la condizione vale per gli intervalli aperti. Questa condizione si può dimostrare: infatti se {\displaystyle x_{0}} è un punto di massimo locale, allora in un intorno {\displaystyle (x_{0}-\delta ,x_{0}+\delta )} di {\displaystyle x_{0}} vale che il rapporto incrementale:
{\displaystyle {\frac {f(x)-f(x_{0})}{x-x_{0}}}{\begin{cases}\leq 0,&\forall x_{0}<x<x_{0}+\delta ,\\\geq 0,&\forall x_{0}-\delta <x<x_{0},\end{cases}}}
per cui passando al limite di una funzione per {\displaystyle x\to x_{0}} si deduce che necessariamente {\displaystyle f'(x_{0})=0}.
Geometricamente questa condizione significa che la retta tangente nel punto {\displaystyle x_{0}} è orizzontale. Tale condizione non è né necessaria né sufficiente per avere un massimo o un minimo locale: infatti da un lato ci possono essere punti di massimo o minimo locale anche laddove la funzione non è derivabile, e dall'altro ci possono essere punti (di flesso) dove la derivata si annulla ma la funzione non ha massimo o minimo locale.
Possiamo utilizzare la derivata prima per classificare i punti critici. Un punto {\displaystyle x_{0}} è di massimo locale per {\displaystyle f} se nei suoi intorni destro e sinistro:
{\displaystyle f'(x){\begin{cases}\leq 0,&x_{0}<x<x_{0}+\delta ,\\\geq 0,&x_{0}-\delta <x<x_{0}.\end{cases}}}
Viceversa è di minimo locale se:
{\displaystyle f'(x){\begin{cases}\geq 0,&x_{0}<x<x_{0}+\delta ,\\\leq 0,&x_{0}-\delta <x<x_{0}.\end{cases}}}
Se infine il valore della derivata non cambia attraversando il punto {\displaystyle x_{0}} allora questo è un punto di flesso ascendente o discendente a seconda che la derivata prima rimanga sempre positiva o sempre negativa.

### Derivata seconda
Alternativamente se la funzione ammette la derivata seconda in un punto, un punto è di massimo o minimo relativo se la derivata prima della funzione si annulla (quindi {\displaystyle x_{0}} è un punto stazionario) e la derivata seconda non si annulla. Più precisamente, posto che la derivata prima si annulli, se la derivata seconda risulta essere maggiore di 0, allora significa che la concavità sarà rivolta verso l'alto, perciò il punto è di minimo. Mentre, se la derivata seconda è minore di zero, significa che la concavità è rivolta verso il basso e quindi si tratterà di un punto di massimo. Se invece la derivata seconda si annulla, nel caso in cui la derivata terza sia diversa da zero, avremo in quel punto un flesso a tangenza orizzontale ascendente o discendente e, per la definizione di flesso, la funzione cambierà concavità in tale punto.

## Funzioni di due o più variabili reali
Nel caso di funzioni in più variabili, il discorso fatto è analogo, ma ad annullarsi è il differenziale (e quindi il gradiente) della funzione. 
Nel caso di funzioni di due variabili, per verificare se il punto è di massimo o minimo, si guarda il segno del determinante della matrice hessiana e il primo termine della matrice: 
- primo elemento positivo, determinante positivo (matrice definita positiva): si ha un minimo locale;
- primo termine negativo, determinante positivo: si ha un massimo locale;
- determinante negativo, allora il punto si dice punto di sella;
- determinante nullo: bisogna calcolare la positività della funzione.

Nel caso di funzioni di tre o più variabili, invece, si deve studiare il segno degli autovalori della matrice hessiana (nei punti critici, cioè dove si annulla il gradiente) e:
- se gli autovalori sono strettamente maggiori di zero, il punto che annulla il gradiente è di minimo locale;
- se gli autovalori sono strettamente minori di zero, tale punto è di massimo locale;
- se gli autovalori cambiano segno, il punto è di sella;
- se gli autovalori sono tutti nulli, non danno informazioni sulla natura del punto.

In caso di funzioni di due o più variabili, la ricerca dei punti di massimo e minimo non si esaurisce all'interno del dominio dove la funzione è derivabile, ma si devono cercare i massimi e i minimi anche sulla frontiera, in cui in generale la funzione non è differenziabile. In tal caso, nelle funzioni di due variabili si parametrizza la frontiera e si cercano i punti di massimo e di minimo come visto per una variabile reale.

## Esempi

### Funzione di una variabile reale
Si consideri
{\displaystyle y=x\mathrm {e} ^{-x^{2}}.}
Calcoliamo la derivata prima:
{\displaystyle y'=\mathrm {e} ^{-x^{2}}-2x^{2}\mathrm {e} ^{-x^{2}}=\mathrm {e} ^{-x^{2}}(1-2x^{2}).}
Calcoliamo la derivata seconda:
{\displaystyle y''=-2x\mathrm {e} ^{-x^{2}}(1-2x^{2})+\mathrm {e} ^{-x^{2}}(-4x).}
La derivata prima si annulla nei punti
{\displaystyle x_{1,2}=\pm {\sqrt {\frac {1}{2}}}.}
Nel punto {\displaystyle x_{1}={\sqrt {\frac {1}{2}}}} la derivata seconda è negativa, quindi è un punto di massimo, mentre nel punto {\displaystyle x_{2}=-{\sqrt {\frac {1}{2}}}} la derivata seconda è positiva, quindi è un punto di minimo.

### Funzione di due variabili reali
Si consideri la funzione di due variabili
{\displaystyle z=x^{3}+y^{3}+3xy.}
Calcoliamo le derivate parziali prime:
{\displaystyle {\frac {\partial z}{\partial x}}=f_{x}=3x^{2}+3y;}
{\displaystyle {\frac {\partial z}{\partial y}}=f_{y}=3y^{2}+3x.}
Quindi il gradiente di {\displaystyle f(x,y)} è:
{\displaystyle \nabla f(x,y)=(f_{x};f_{y})={\begin{pmatrix}f_{x}=3x^{2}+3y\\f_{y}=3y^{2}+3x\end{pmatrix}}.}
I punti critici sono dati dalla soluzione del sistema:
{\displaystyle {\begin{cases}f_{x}=3x^{2}+3y=0\\f_{y}=3y^{2}+3x=0\end{cases}}\leftrightarrow {\begin{cases}x^{2}+y=0\\y^{2}+x=0\end{cases}}\leftrightarrow {\begin{cases}y=-x^{2}\\x^{4}+x=0\end{cases}}\leftrightarrow {\begin{cases}x(x^{3}+1)=0\\y=-x^{2}\end{cases}}}
Quindi:
{\displaystyle {\begin{cases}x=0\\y=0\end{cases}}}
oppure
{\displaystyle {\begin{cases}x=-1\\y=-1.\end{cases}}}
Calcoliamo le derivate parziali seconde:
{\displaystyle f_{xx}=6x;}
{\displaystyle f_{xy}=3;}
{\displaystyle f_{yy}=6y;}
{\displaystyle f_{yx}=3.}
Quindi la matrice hessiana di {\displaystyle z} è:
{\displaystyle H={\begin{pmatrix}6x&3\\3&6y\end{pmatrix}}.}
Basandosi sul modello:
{\displaystyle H={\begin{pmatrix}f_{xx}&f_{xy}\\f_{yx}&f_{yy}\end{pmatrix}}.}
Calcoliamo la matrice hessiana nei punti critici (anche detti "punti stazionari"):
{\displaystyle H(0,0)={\begin{pmatrix}0&3\\3&0\end{pmatrix}}.}
Questa matrice ha determinante negativo ({\displaystyle -9}), quindi è un punto di sella.
{\displaystyle H(-1,-1)={\begin{pmatrix}-6&3\\3&-6\end{pmatrix}}.}
Questa seconda matrice ha invece determinante positivo ({\displaystyle 27}) e primo termine ({\displaystyle -6}) negativo quindi è un punto di massimo relativo.